# جمعية كشافة سلوفينيا
جمعية كشافة سلوفينيا، هي المنظمة الكشفية الوطنية في سلوفينيا. بدأت الحركة الكشفية في البلاد عام 1922، بينما تأسست الجمعية رسميًا عام 1951 كفرع تابع لاتحاد كشافة يوغوسلافيا. وفي عام 1991، أصبحت الجمعية مستقلة، وانضمت في عام 1994 إلى المنظمة العالمية للحركة الكشفية كعضو رقم 138. الجمعية مختلطة وتضم نحو 5,179 عضوًا (بحسب إحصاءات عام 2011). كما تتعاون مع الجمعية السلوفينية الكاثوليكية للكشافة والمرشدات، ما يتيح لأعضائها المشاركة في فعاليات الجمعية العالمية للمرشدات وفتيات الكشافة. تُنظَّم الجمعية إلى وحدات مستقلة تُعرف باسم "عود" (أي "جندي")، تنقسم بدورها إلى وحدات أصغر تُسمى "القوات" (أو "الدوريات").

## روابط خارجية
- جمعية كشافة سلوفينيا
- معلومات بالإنجليزية عن جمعية كشافة سلوفينيا